# Gegensteine-Schierberg
Koordinaten: 51° 43′ 44″ N, 11° 12′ 35″ O

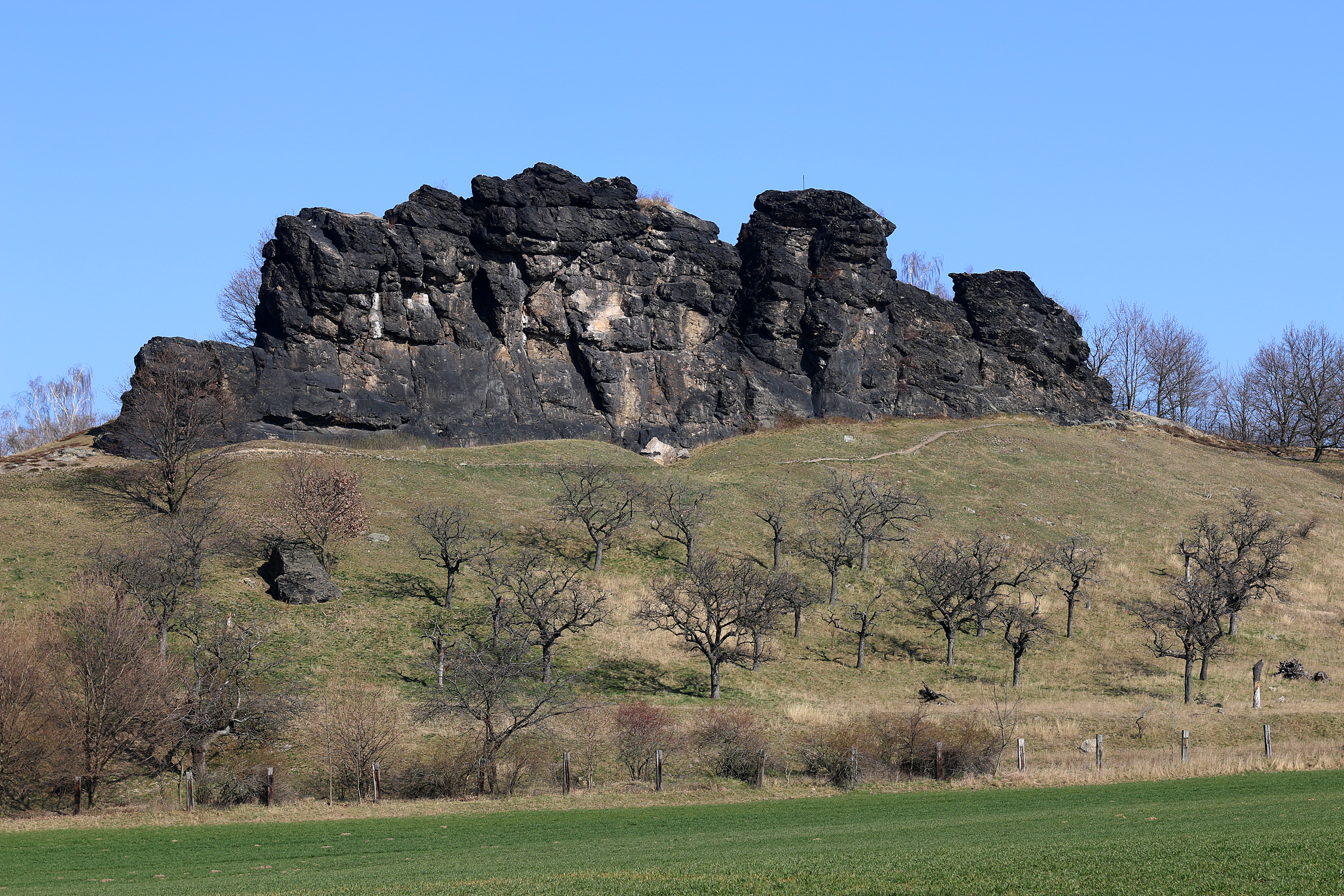
Kleiner Gegenstein

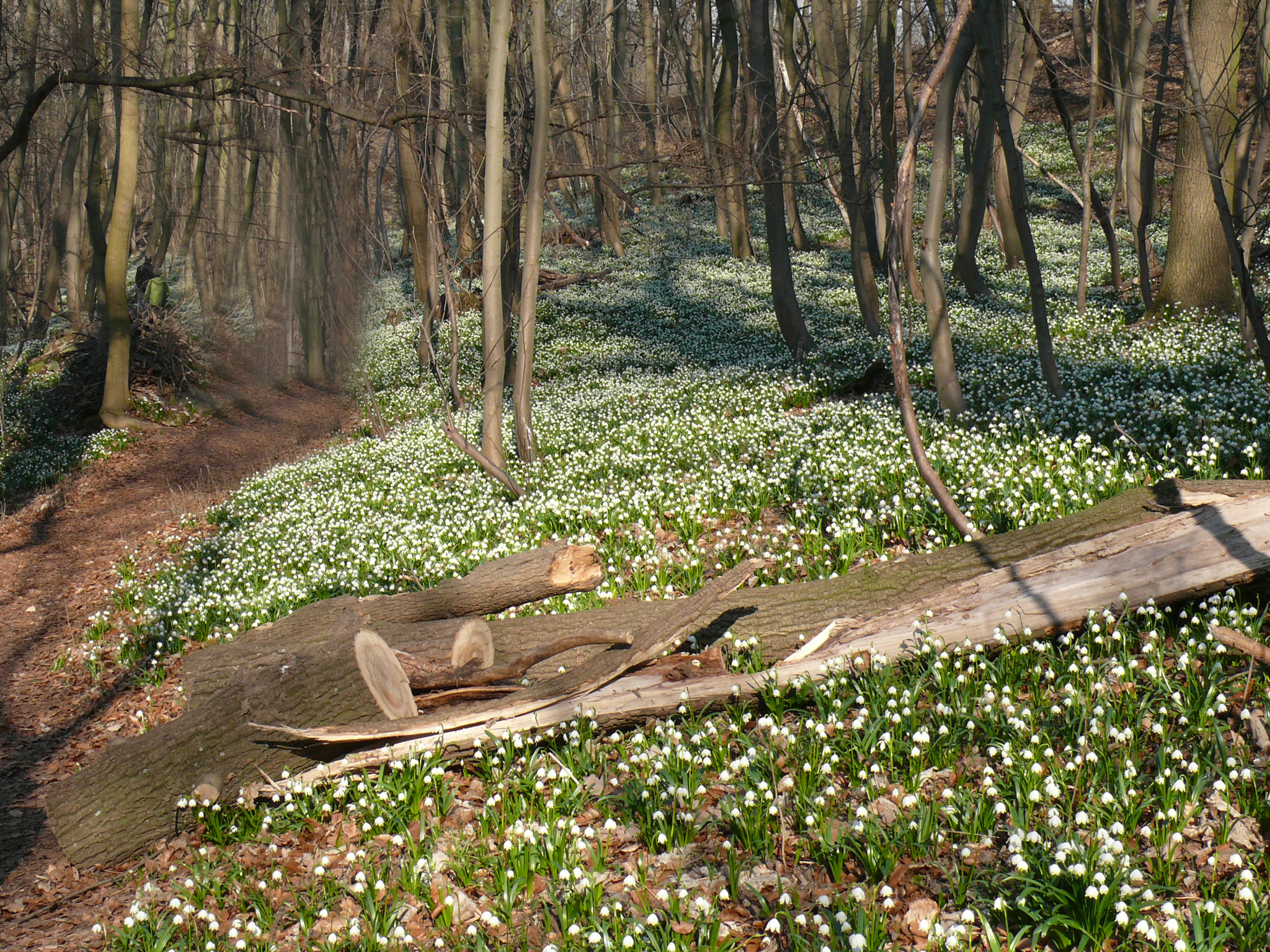
Märzenbecher-Wildbestand

Gegensteine-Schierberg ist ein Naturschutzgebiet in der Stadt Ballenstedt im Landkreis Harz in Sachsen-Anhalt.
Das Naturschutzgebiet mit dem Kennzeichen NSG 0157 ist rund 102 Hektar groß. Es ist praktisch deckungsgleich mit dem FFH-Gebiet „Gegensteine und Schierberge bei Ballenstedt“. Das Gebiet steht seit 1998 unter Schutz (Datum der Verordnung: 4. März 1998). Zuständige untere Naturschutzbehörde ist der Landkreis Harz.
Das Naturschutzgebiet liegt nördlich von Ballenstedt im Naturpark Harz/Sachsen-Anhalt. Das sich bis zum westlich liegenden Ballenstedter Ortsteil Rieder erstreckende Naturschutzgebiet umfasst die Höhenzüge Gegensteine und Schierberg als östliche Ausläufer der Teufelsmauer sowie einen Teil der Steinberge östlich der Roseburg. Es stellt naturnahe Waldgesellschaften, Trocken- und Halbtrockenrasen, Zwergstrauchheiden, Trockengebüsche und Streuobstwiesen sowie kleine, aufgelassene Steinbrüche unter Schutz. Gleichzeitig dient es dem Schutz der für den Nordharzrand charakteristischen Felsbildungen.
Die Südhänge der Steinberge und der Gegensteine werden von artenreichen Furchenschwingel-Fiederzwenken-Halbtrockenrasen eingenommen. Hier wachsen u. a. Dänischer Tragant, die Orchideenart Herbstdrehwurz und die drei Enzianarten Feld-Kranzenzian, Deutscher Fransenenzian und Gewöhnlicher Fransenenzian. Ebenfalls in Südhanglage sind auf sauren Böden Mädesüß-Wiesenhafer-Gesellschaften mit Echtem Wiesenhafer, Besenheide, Kleinem Habichtskraut und Zierlichem Schillergras zu finden. Auf flachgründigen Standorten über Kreidesandstein der Gegensteine und des Schierbergs siedeln Thymian-Schafschwingel-Gesellschaften, auf Rankern Wolfsmilch-Heidekrautheide, die zum Teil stark durch Schlängelschmiele vergrast ist. Vorkommen des Kreuzblümchen-Borstgras-Rasens geben einen Hinweis auf ehemalige Beweidung im Gebiet. Teile des Naturschutzgebietes verbuschen langsam, z. B. mit Weißdorn und Hundsrosen. Im Rahmen von Pflegemaßnahmen im Naturschutzgebiet werden Entkusselungsmaßnahmen durchgeführt, um der Verbuschung entgegenzuwirken. In den Laubwäldern im Naturschutzgebiet befindet sich das größte zusammenhängende Märzenbechervorkommen am Rand des Harzes.
Das Naturschutzgebiet ist Lebensraum verschiedener auf die Standorte angepassten Vogelarten, darunter Rotmilan, Wespenbussard, alle heimischen Spechtarten, Wendehals, Neuntöter, Sperbergrasmücke und Schwarzkehlchen. Die trockenwarmen Standorte bieten auch wärmeliebenden Insekten und Reptilien einen geeigneten Lebensraum. Auch Großes Mausohr und Mopsfledermaus sind hier heimisch.
Auf dem Großen Gegenstein gibt es eine Aussichtsplattform. Das Klettern an den Felsformationen ist verboten; für die Nordseite des Großen Gegensteines können auf Antrag von der Oberen Naturschutzbehörde Genehmigungen zum Klettern erteilt werden. Für die touristische Nutzung ist ein System zur Besucherlenkung vorgesehen.
Das Naturschutzgebiet ist größtenteils von landwirtschaftlichen Nutzflächen umgeben. Im Westen grenzt es an die Wohnbebauung von Rieder. Die Teilfläche auf dem Steinberge grenzt an die Landesstraße 242.